# Cantó de Lo Maiet de Montanha
El cantó de Lo Maiet de Montanha és un cantó francès del departament de l'Alier, situat al districte de Vichèi. Té 11 municipis i el cap és Lo Maiet de Montanha.

## Municipis
- Arona
- La Chabana
- Chastel de la Montanha
- Ferrièras
- La Guillermie
- Laprugne
- Lavoine
- Lo Maiet de Montanha
- Nizerolles
- Saint-Clément
- Saint-Nicolas-des-Biefs

## Història
| Data d'elecció                           | Identitat        | Partit                     | Qualitat |
| ---------------------------------------- | ---------------- | -------------------------- | -------- |
| 1945-1949                                | Aimé Pougnet     | SFIO                       |          |
| 1949-1955                                | Benoît Basmaison | RPF                        |          |
| 1955-1961                                | Joseph Monat     | Divers droite              |          |
| 1961-1973                                | Robert Moussé    | Divers droite              |          |
| 1973-1979                                | Jules Rousseau   | Divers droite, després UDF |          |
| 1979-1985                                | Fernand Fayet    | Divers droite              |          |
| 1985-2004                                | François Lacoste | Divers gauche, després UDF |          |
| 2004-                                    | François Szypula | Divers droite              |          |
| les dades anteriors no són pas conegudes |                  |                            |          |
|                                          |                  |                            |          |

## Demografia
| 1962  | 1968  | 1975  | 1982  | 1990  | 1999  | 2007  |
| ----- | ----- | ----- | ----- | ----- | ----- | ----- |
| 6.290 | 7.181 | 6.307 | 5.190 | 4.799 | 4.586 | 4.580 |